# Autilla del Pino
Autilla del Pino là một đô thị trong tỉnh Palencia, Castile và León, Tây Ban Nha. Theo điều tra dân số 2004 (INE), đô thị này có dân số là 243 người.

## Links
- Información, Historia y fotografías de Autilla del Pino Lưu trữ ngày 25 tháng 4 năm 2008 tại Wayback Machine